# 恋文の技術
『恋文の技術』（こいぶみのぎじゅつ）は、森見登美彦による日本の小説。

## 概要
本作はいわゆる書簡体小説で、能登半島の根っこの町の実験所へクラゲ研究のため派遣された京都の大学院生が、仲間たちに綴る手紙の形式で書かれている。
文芸誌『asta*』（ポプラ社）2006年12月号から2008年10月号に掲載された12編を大幅に加筆修正したうえ、2009年3月6日に同社から単行本が刊行された。
2011年4月5日にはポプラ文庫版が刊行され、2024年11月6日にはポプラ文庫新装版が刊行された。文庫新装版は初版限定で高松美咲による描きおろし全面帯（ブックカバー）、書き下ろし短編「我が文通修行時代の思い出」収録の小冊子が同封された。

## 制作背景
森見は、夏目漱石の書簡集への愛着や、自身が遠距離恋愛で妻に手紙を送った経験から、手紙という形式が持つ「形に残る」「何度も読み返せる」「相手に話しかけるような感覚」を重視し、より多様な表現を求める中で本作で書簡小説の形式を採用した。また、手紙は相手に応じた文体となるため、登場人物の個性が自然と浮かび上がる点も魅力と考え、「小説の技術」の集大成として本作で極限まで活用したと文庫新装版のあとがきで回顧している。
当初、本作は広島を舞台に雑誌連載されていたが、これは森見の妻の出身地が広島で、自身が当地へ頻繁に通っていたという私的な背景による選定だった。しかし単行本化を見据え読み返すうち、京都から広島では新幹線一本で気軽に行き来できてしまうことから「手紙を書きたくなるような物理的隔たり」がやや足りないと感じるようになる。
そんな中で2007年、旅先で訪れた能登半島の曇天の風景が強く心に残り、「主人公・守田が飛ばされるには、ここしかない」と直感する。そして翌年、改めて現地取材を行い、能登鹿島駅や鹿島神社、和倉温泉、恋路海岸などを巡った経験を作品に反映させ改稿し、舞台を七尾市周辺へと移した上で2009年に単行本として刊行された。
作中の出来事は複数の相手への手紙を通じて同時に進行しているため、森見はExcelで詳細な作中のイベントカレンダーを作成して時間軸を管理しており、手紙一通ごとをA4用紙に印刷して時系列で矛盾しないように並べ替えるというアナログな手法で、「小説の技術」の極限に挑んだ。こうした労力を重ね、森見が「今となっては二度とできない」と語るほどの密度で本作を完成させている。
2024年、文庫本の新装版が企画されるが、同年元日に能登半島地震が発生する。大変な時期にのどかな物語を刊行することに森見は葛藤するが、かつての旅の思い出がこの作品に深く影響を与えたことを振り返り、著者あとがきに被災地への思いを込めたお見舞いの言葉を綴り、新装版を刊行している。

## あらすじ
第一話 外堀を埋める友へ
小松崎からの恋愛相談に手紙でこたえる守田一郎だが、小松崎は狙い澄ましたように誤手ばかり打つ。
そしてついに迎えた恋の結末に、一郎は激怒する。
第二話 私史上最高厄介なお姉様へ
悩める小松崎の背後に大塚緋沙子の暗躍を感じ取った守田一郎は、慇懃無礼な手紙を大塚緋沙子へ送りつける。
それに対する返事に、一郎の心はおおいにかき乱される。
第三話 見どころのある少年へ
かつての教え子との文通の中で、守田一郎は小松崎が恋する相手の正体を知る。
そして一郎は、暴走しかけた少年を思いとどまらせようと苦労する。
第四話 偏屈作家・森見登美彦先生へ
プロの作家が持っているはずの「恋文の技術」を狙う守田一郎は、執拗にその伝授を迫る。
そうこうしているうちに、一郎は知らず知らずのうちに作家の妄想の片棒をかつぐことになる。
第五話 女性のおっぱいに目のない友へ
再び送られてきた小松崎からの手紙に返答する守田一郎。その返事の中で、一郎は小松崎の弱点を看破するが、それは己の弱点でもあった。
それを克服せんとする試みは、ついに悲劇を呼び起こす。
第六話 続・私史上最高厄介なお姉様へ
女帝大塚緋沙子への謀反を企てる守田一郎。全ては順調にいくかと思われたが、事態は思わぬ経過を辿り、結果一郎は屈辱にまみれる。
第七話 恋文反面教師・森見登美彦先生へ
追い詰められた守田一郎は、藁にもすがる気持ちで、偏屈作家に助けを求める。
第八話 我が心やさしき妹へ
兄としての威厳を保つべく、手紙で妹に説教を垂れる守田一郎だが、程無くして馬脚が現れ、守田家では今日も本人不在の家族会議が開かれる。
第九話 伊吹夏子さんへ　失敗書簡集
文通武者修行の成果を発揮せんと、守田一郎は持てる技術の全てを費やし恋文をしたためるが、一片としてまともに書き上げることはできなかった。
第十話 続・見どころのある少年へ
間宮少年からの純粋な気持ちのこもった手紙を読んだ守田一郎は、少年が少しだけ大人になったことを感じ取る。
第十一話 大文字山への招待状
様々な人から人へ、大文字登山への誘いの手紙が送られる。だが、それらの手紙には奇妙な共通点があった。
第十二話 伊吹夏子さんへの手紙
能登へ旅立ってから今日までの全てを、守田一郎はあらためて書き記す。その中で、ついに一郎は「恋文の技術」についてのある結論に達する。

## 登場人物
守田 一郎
大学院生。クラゲの研究のため、京都から能登半島の付け根にある能登鹿島駅近くの、人里離れた実験所へ送り込まれる。
将来の目的は、手紙一本で女性を篭絡する「恋文の技術」を会得し、恋文代筆のベンチャー企業を興すこと。
そのため「文通武者修行」と称して、友人・先輩・妹などへ大量の手紙を書き始めるが、伊吹に対する恋文だけは思うように書けない。
小松崎 友也
一郎の友人。周囲の人間から「マシマロマン」「阿呆のパイオニア」と評されている。おっぱい星人。
一郎の文通相手第一号だが、何を思ったか自らの恋愛相談を持ちかける。
大塚 緋沙子
一郎が所属する大学院の研究室の先輩。研究室に君臨する女帝。自らの楽しみのために、周囲の人間を振り回すのが趣味。
般若心経を貼り付けた谷口とお揃いのマンドリンを所持する。「洛北マンドリン四天王」の一人。
一郎がのとじま水族館のイルカに話しかけて孤独な心を癒していると聞いて、「雌のイルカを追い回している」という噂を流す。
谷口 誠司
能登鹿島臨海実験所の研究員。その厳しさから「軍曹」と恐れられる。「洛北マンドリン四天王」の一人で、般若心経を貼ったマンドリンの持ち主。
日々、実験に失敗する一郎を罵倒しつつ、謎の腔腸動物を浸した怪しげな「精力剤」を愛飲してはマンドリンをかき鳴らして自作の歌を歌う。
森見 登美彦
一郎の大学部時代のクラブの先輩。現在は作家をしている。
一郎から『京都のことしか書かないから、そのうち自家中毒になる』『ファンレターを恋文と勘違いしている』などと評する手紙が届く。
守田 薫
一郎の妹。高校3年生。将来の夢は高等遊民または宇宙飛行士、でなければ何にもなりたくない。「大日本乙女會」の会員。
翌年に大学受験を控えているが、ニーチェや著作権の本を読んだりと、その知的好奇心の範囲は兄をも驚かせる。
三枝 麻里子
小松崎が恋焦がれている女性。偶然だが、一郎の後に間宮少年の家庭教師となる。「大日本乙女會」の会員。
間宮少年
一郎がかつて家庭教師をしていた小学4年生の少年。一郎曰く「見どころのある少年」。
新しい家庭教師であるマリ先生（＝三枝麻里子）を好きになり、小松崎を恋敵とみなしている。
伊吹 夏子
一郎の大学部時代の同輩、かつ片恋の相手。大学院へは進学せずに就職した。「大日本乙女會」の会員。

## 書誌情報
- 単行本： ポプラ社、2009年3月5日[1]、ISBN 978-4-591-10875-8
- 文庫本： ポプラ文庫、2011年4月5日[2]、ISBN 978-4-591-12421-5
- 文庫本： ポプラ文庫 新装版、2024年11月6日[3]、ISBN 978-4-591-18382-3
  - 初出：「asta*」（ポプラ社）2006年12月号、2007年2月・4月・6月・8月・10月・12月号、2008年2月・4月・6月・8月・10月号

2024年11月6日よりAudibleから高城享が朗読するオーディオブックが配信されている。